# Los Estranguladores

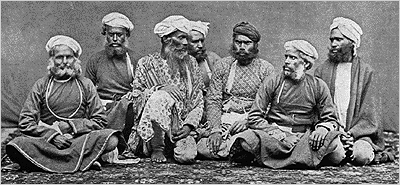
Grupo de Thugs en 1894.

Los Estranguladores, más conocidos como Thugs, fue una red de fraternidades secretas —algunas veces descritas como la primera mafia del mundo— que operaron en la India desde la Edad Media hasta la década de 1830.
- thag [tag]: ‘ladrón’ en idioma hindi
  - proviene del sánscrito sthaga [staga]: ‘sinvergüenza’
  - relacionado con sthagati: ‘encubrir’
- thuggee [zaguí], en inglés[2]

Sus miembros eran conocidos como thug. Este es el origen del término actual inglés thug [θʌg], como tantas palabras indias que durante el dominio británico de la India pasaron a formar parte del idioma inglés.

## Orígenes y forma de operación

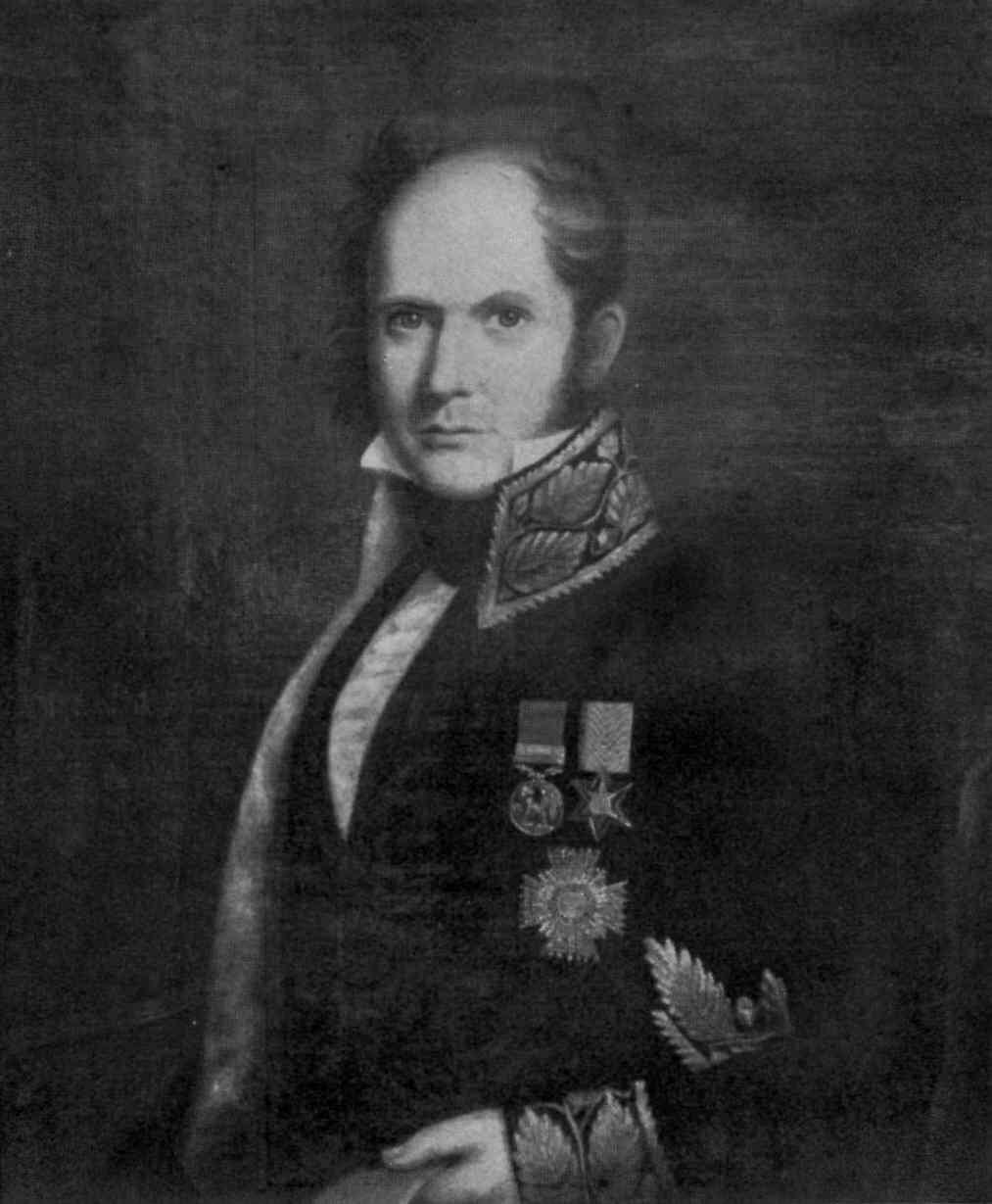
Sir William Henry Sleeman, quien erradicó la secta de los Thugs.

La religión thug fue supuestamente una secta integrada por miembros hinduistas y musulmanes quienes practicaban robos y asesinatos a gran escala en contra de los viajeros.
La primera auténtica mención de los thugs se encuentra aproximadamente en el año 1356, en el pasaje escrito por Ziau-d din Barni en su Historia de Shah Firoz.
Los thugs decían que su origen se encontraba entre siete tribus musulmanas. Pero su sangriento culto inventado hacia la diosa Kali —una de las diosas tántricas hindúes— no mostraba ninguna influencia islámica. Consideraban su deber religioso el asesinato premeditado para beneficiarse económicamente. Lo consideraban una profesión sagrada y honorable, en la cual la ética no entraba en juego.
Las prácticas de los thugs fueron categóricamente aplastadas por los británicos a principios del siglo XIX.
Debe hacerse la observación de que una pequeña minoría devota de Kali eran thugs, pero no compartían el mismo punto de vista.
En la actualidad hay indicios que sugieren que distintas sectas imitadoras de la secta thug realizan prácticas de sacrificios humanos, aunque con un número de víctimas mucho más reducido.

## Creencias y prácticas
Su modus operandi consistía en trabar amistad con los peregrinos hasta ganarse su confianza. Cuando los viajantes permitían a los ladrones unírseles en su travesía, el grupo de thugs los mataba en un lugar adecuado para desvalijarlos. Su método para darles muerte fue muy a menudo la estrangulación. Los thugs escondían los cadáveres enterrándolos o algunas veces arrojándolos dentro de algún pozo. La inducción era transmitida de generación en generación y frecuentemente los líderes de los grupos criminales obtenían la dirigencia como legado. Otra modalidad por la cual las personas se convertían en thugs fue que algunas veces los truhanes no asesinaban a los niños de las víctimas, haciéndose cargo de ellos hasta volverlos consecuentemente en thugs. Algunos otros terminaban siendo thugs debido a la gran pobreza que padecían.
Los thugs fueron una confederación bien organizada de asesinos profesionales, quienes bajo distintas vestimentas se desplazaban a través de la India en grupos de 10 y hasta 200 miembros, inmiscuyéndose con los caminantes de la clase acaudalada. Cuando surgía una oportunidad favorable, los pillos estrangulaban a sus víctimas usando una pañoleta amarilla o rumal (alegoría de Kala Bhairava, encarnación del dios Shivá como dios de la destrucción) para después saquearlos y enterrarlos. Todo esto hecho de acuerdo a ciertos rituales establecidos antiguamente, en los cuales la consagración del pico y la ofrenda de azúcar eran una parte prominente. Debido al hecho de que usaban el ahogamiento como método homicida, frecuentemente se les llamó phansigars, o noose-operators ("operadores de horca").
Creían que cada homicidio evitaba la llegada de Kali (su diosa) por 1000 años. La fraternidad usaba un argot propio (ramasi), así como también ciertos símbolos por los cuales sus miembros se reconocían en los más remotos lugares de la India. Incluso aquellos que por edad o enfermedad no podían participar en el ritual homicida, continuaban colaborando con la causa como observadores o espías. A causa de su cuidadosa organización, la clandestinidad y cautela de sus maniobras y el pretexto religioso con el cual enfundaban sus crímenes, fueron reconocidos como una profesión tributante y continuaron por siglos en la práctica de su ocupación, libres de pesquisas por parte de los diversos reyezuelos hindúes.

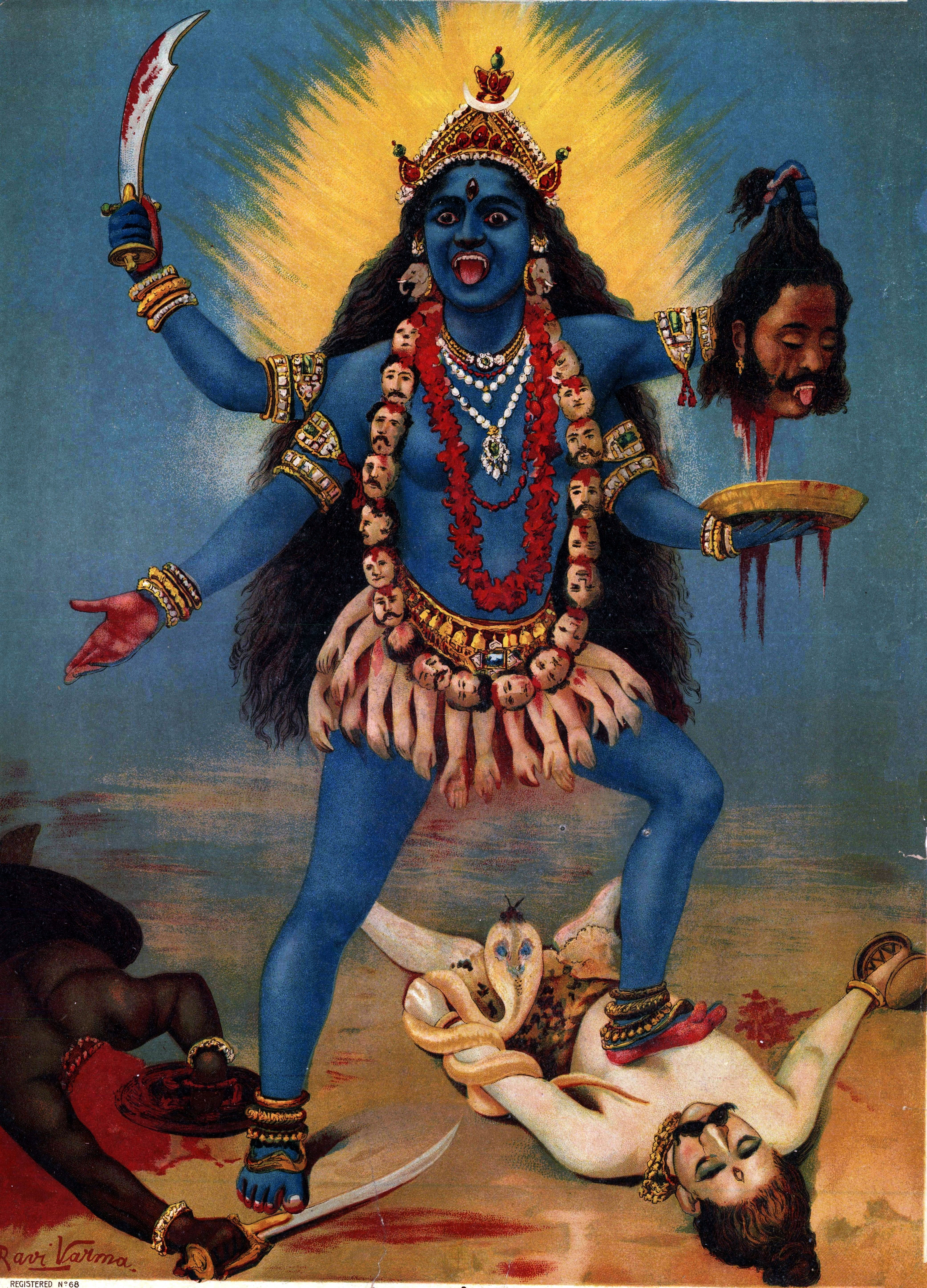
Representación de la diosa Kali.

## Número de víctimas
Estimar la totalidad de víctimas depende mucho de la duración de los thugs en activo, por lo cual no existen fuentes fidedignas. De acuerdo al Libro Guinness de los récords, la secta thug fue responsable de aproximadamente dos millones de muertes. En cambio, el historiador británico Mike Dash calculó que en total asesinaron a unas 50.000 personas, basado en la suposición de que solamente existieron durante 150 años antes de su erradicación en el decenio de 1830.
El líder Thug Behram (o Thag Burham) a menudo ha sido considerado como el más prolífico asesino en serie del mundo, con 931 asesinatos entre 1790 y 1830. Según fuentes de esa época, Behram hizo declaraciones incongruentes sobre la cantidad de asesinatos que cometió. Declaró que había estado presente en más de 930 homicidios cometidos por su cuadrilla de 25 a 50 hombres, y que personalmente había estrangulado a unas 125 personas.

## Controversia y escepticismo
En medios académicos ha surgido una corriente fuertemente crítica con la visión tradicional o colonial del thaguismo (thuggee). Incluso se ha llegado a cuestionar la existencia del propio fenómeno. Algunos de sus críticos argumentan que la representación tradicional británica del thaguismo está llena de inconsistencias y exageraciones, concluyendo que “la representación colonial del thaguismo no puede tomarse de forma literal”.
Martine van Woerkens, antropóloga de la École Pratique des Hautes Études de París, afirma que la existencia de una secta thag en el siglo XIX fue el producto del "imaginario colonial" surgido del miedo británico al entonces desconocido interior de la India, así como de una comprensión limitada de las religiones y prácticas sociales del subcontinente.
Cynthia Ann Humes afirma que el testimonio de la mayoría de los thags capturados por Sleeman no respalda su opinión de que los sacerdotes eran los dirigentes y beneficiarios de sus robos. Añade que la idea islámica del destino o Iqbal se invocaba con más frecuencia durante el thaguismo que la invocación hindú a Bhavani.
El historiador Kim Wagner considera que las políticas de la Compañía de las Indias Orientales, orientadas a la disolución de los ejércitos de los reinos indios conquistados, son las responsables del desarrollo de thaguismo, al dejar sin empleo a una gran cantidad de soldados que no pudieron ser reintegrados de nuevo en la sociedad. Recuerda que durante la era anterior a los británicos, a algunos cuerpos de los ejércitos indios se les pagaba mediante el saqueo, es decir, dejándoles saquear libremente los territorios enemigos. Al ser disueltos estos ejércitos, los soldados que no habían conseguido hallar un nuevo empleo se vieron forzados a recurrir al robo como medio de subsistencia. También ha cuestionado si los thags que se mencionan en la biografía de Firuz Shah Tughlaq son en realidad los mismos thags contra los que lucharon las autoridades británicas, ya que en hindi la palabra thag, propiamente hablando, significa 'estafador' y no asesino.
Sagnik Bhattacharya está de acuerdo con los escépticos y afirma que el fenómeno del thaguismo no es más que la manifestación del miedo a lo desconocido que apareció en el gobierno británico de la India cuando se sintió en completa soledad en el centro de la India.  Usando fuentes literarias y legales, ha relacionado el "pánico informativo" del fenómeno de los thags del que habla el historiador C. A. Bayly, con las limitaciones de los modelos demográficos británicos, que no consiguieron captar realmente la diversidad étnica de la India. En consonancia con Martine van Woerkens, mantiene que la causa del miedo a los thags de la década de 1830 fue debida a la angustia del gobierno de la Compañía de las Indias Orientales provocada por su ignorancia de la sociedad india.
En lo que todos estos críticos con la corriente colonial están de acuerdo es en que lo que se llama thaguismo (thuggee) fue un fenómeno que se dio en la India británica durante la primera mitad del siglo XIX, ligado al bandidismo ocasionado por la disolución de los ejércitos de los reinos conquistados por los británicos, y que no se trataba de una secta religiosa.
El antropólogo José Reche cree que el núcleo mayoritario de los integrantes de las bandas thags provendría de los naukar, los campesinos-soldado de etnia rajput que integraban muchos de los ejércitos de los reinos indios cuando los británicos conquistaron la India entre finales del siglo XVIII y la primera mitad del XIX.

## En la cultura popular
La historia de los thugs fue popularizada por libros como la novela de Philip Meadows Taylor Confessions of a Thug (Confesiones de un thug, de 1839).[cita requerida]
La novela The Deceivers (Los engañadores), de John Masters, también trata el tema.[cita requerida]
Un libro más reciente (1968) es el de George Bruce llamado The Stranglers: The Cult of Thuggee and Its Overthrow in British India (Los estranguladores: la secta de los thug y su destrucción en la India británica).[cita requerida]
Los thugs también fueron nombrados como enemigos de Sandokán, un personaje que los habría exterminado en una serie de libros del escritor y periodista italiano Emilio Salgari (1862-1911). En las traducciones de esos libros se los nombraba «thugs» (pronunciados generalmente [túgs]). Por otro lado, son mencionados marginalmente por Marcel Schwob en su relato Aracné.[cita requerida]
El escritor Julio Verne hace una breve referencia a la secta en el capítulo XI de su libro La vuelta al mundo en ochenta días, durante el paso de los protagonistas por la India.[cita requerida]
Las dos apariciones más populares de la secta en películas son la de 1939 en Gunga Din y la de 1984 en la película Indiana Jones and the Temple of Doom.[cita requerida]
En 1965, fueron descritos con malevolencia en el filme de los Beatles Help!, donde intentan matar al personaje de Ringo Starr por portar un anillo que era necesario para sacrificar a una víctima.[cita requerida]
En 1987, la editorial DC Comics publica el título Escuadrón Suicida, grupo de villanos secundarios y desechables utilizados por el gobierno de los Estados Unidos para realizar misiones encubiertas, generalmente políticas, y que adquirió gran popularidad hasta el presente. Uno de sus miembros era un exterrorista thug llamado Ravan, quien cometía asesinatos con el fin de retrasar la llegada de la diosa Kali. Ravan en un comienzo era integrante del grupo terrorista Yihad, los que terminaron por ser derrotados por el mencionado Escuadrón. Uno de sus miembros, Tigre de Bronce, al derrotarlo por segunda vez, le ofrece a Ravan servir a su diosa Kali trabajando para ellos.[cita requerida]
De 1988 es la película La secta de los falsarios (The Deceivers), también conocida como Casta asesina, dirigida por Nicholas Meyer y protagonizada por Pierce Brosnan.[cita requerida]
En Death in Delhi (Muerte en Nueva Delhi, 1993), el tercer libro de la serie Dangerous Journeys (Viajes peligrosos), una de las sagas de novelas fantásticas de Gary Gygax, aparece la macabra secta de los thugs, los «estranguladores de Kali», que atacan al Magister Setne Inhetep y a su compañera y guardaespaldas Rachelle, instigados por una sacerdotisa de la Diosa Oscura. El método que usan los thugs en esta novela para acabar con sus víctimas es el estrangulamiento lento con un lazo negro de seda, ya que la diosa les ha prohibido arrebatar vidas con derramamiento de sangre.[cita requerida]